# Риноендоскопија
Риноендоскопија или ендоскопија носа је минимално инвазивна дијагностичка и терапијска метода у оториноларингологији.

## Опште информације
Ендоскопија (гледање изнутра) користи се у медицини за преглед унутрашњости тела, односно за испитивање унутрашњости шупљих органа или шупљине тела уназад више од једног века. Како се за разлику од многих других медицинских техника преглед и снимања ендоскопом обавља убацивањем инструмента директно у орган, ова метода је нашла примену и у оториноларингологији.
Наиме како се предњом риноскопијом уз помоћ носног спекулума или носних клешта, често не могу видети задње партије носне шупљине као и ушћа синуса, неке промене или обољења могу бити непрепознате. Овај проблем великим делом решила је ендоскопија носа, која се у пракси заснива два типа ендоскопије: ригидној и флексибилној, дијагностичкој и терапијској.

### Ригидна ендоскопија
Ригидна ендоскопија заснива се на примени компектне ендоскопске цеви, од којих се најчешче користи ендоскопи од 0°. Стандардна дебљина ових енодскопа за одрасле је 4 мм, а за децу се користе тањи ендоскопи промера од 2,7 мм.

### Флексибилна ендоскопија
Флексибилна риноскопија, која се заснива на примени савитљиве ендоскопске цени је брза, амбулантна процедура која се користи за преглед целе носне шупљине. Прегле овим ендоскопом просечно траје мање од 2 минута и већина пацијената га добро подноси.
Она омогућава много бољу дијагностику али и терапијску интервенцију, с обзиром да је врх фиберендоскопа савитљив, што омогућава бољи увид у све делове носног кавума, под различитим углом (0°, 30°, 45° и 70°).
Преглед започиње локалном анестезијом, уметањем комадића вате натопљене 2% лидокаин адреналином у носне ходнике. Након пар минута вата се уклања и ендоскоп се лагано уводи у носни кавум. Преглед почиње тако што се прво врши процена проходности носног ходника, односно да ли је могуће увести ендоскоп у дубље партије носа. Увођење ендоскопа мора бити без отпора, јер се у противном јавља бол и крварење као последица оштећења слузнокоже носа. Након што се обави преглед септума прегледa се спољна страна носа и траже ушћа параназалних синуса (у првом реду ушће максиларног синуса које је изнад доње носне шкољке, 1 цм иза предњег пола средње носне шкољке).
Ако се прегледом утврди сливање гнојног секрета из максиларног ушћа, то је сигуран знак бактеријског синуситиса и нису потребна додатна радиолошка снимања, већ се одмах може започети са терапијом.
Потом се ендоскоп уводи између септума и средње носне шкољке, и на предњем зиду сфеноидног синуса покушава се пронаћи отвор синуса који се налази на око 16 мм изнад крова епифаринкса.
Следи преглед епифаринкса, у коме се на задњем зиду код деце уочавају аденоидне вегетације, и процењује њихова величина, односно однос према хоанама (АХ однос). Тај однос се може означити у процентима (60% - значи да су хоане толико затворене аденоидима), трећинама (1/3, 2/3 или 3/3) или четвртинама зависно од њиховог односа према отвору Еустахијеве тубе.
На крају следи преглед ушћа Еустахијевих туба, процена њихов изглед и присуство секрета.

## Терапијски поступци у риноендоскопији
Риноендоскопи, посебно они флексибилни, поред дијагностике омогућава и неке терапијске поступке:
- Одстрањење страног тела из носа.[10]
- Одстрањење ринолита (носних камена или конкремената).[11]
- Биопсија слуокоже носа.
- Електрокаутеризацију крвних судова.
- Лечење синуса.[12]
- Лечење бола (блокада ганглија).[13]